# バイツ
株式会社バイツ（英文社名：Bites. inc）は、東京都目黒区に所在する、日本の芸能事務所である。

## 沿革
- 平成25年設立

## 所属タレント
※2023年7月時点

### 男性
- 六車勇登
- 宮守義之
- 品田誠
- 山崎隆太郎
- 佐藤岳人
- 板垣雄大
- 赤松真吾
- 三浦英
- 柿澤隆史

### 女性
- 涼凪
- 菅井知美
- 松原菜野花
- 山田帆風
- 長島静莉奈
- 紗都希
- 田中佐季
- 山下真実子

### 活動休止
- 川島夕奈
- 吉原拓弥
- 新井優歌
- 石戸香穂
- 大橋律

## 過去の所属タレント
- 木口健太
- 塩田倭聖
- 清水尚弥
- 清水尋也
- 徳田健一
- 細川岳
- 三河悠冴
- 吉成将
- 斎藤隼之介
- 河野宏紀

- 石原理衣
- 栗並真琴
- 儒河
- 杉本桃花
- 立石セレナ
- 村上穂乃佳
- 山田夏海
- 山本月乃
- 和川ミユウ
- 緑茶麻悠